# Ovella ripollesa
L'ovella ripollesa és una raça d'ovella que es troba al nord-est de Catalunya, ocupant principalment les comarques de la Cerdanya, el Berguedà, el Ripollès, Osona, la Garrotxa, l'Alt Empordà, el Baix Empordà, el Gironès, la Selva, el Vallès Oriental i el Vallès Occidental, i rebent sovint els noms tradicionals de la seva localització (Berguedana, Ripollesa, Pirenaica, Caralpina (o Queralpina), Muntanyola de Pardines, Pirinenca, de St. Hilari, del Serrat, Solsonenca, o Vigatana, etc.). Des de les zones pirinenques s'ha anat desplaçant i ha arribat fins a les comarques tarragonines, on està més influenciada per altres races espanyoles.

## Història
El seu origen podria ser l'encreuament d'ovelles tarasconines amb d'altres de merines i petites influències d'altres tipus com la segurenya, la manxega, l'aragonesa, la Laucane, la Suffolk o la Romànov que li hauria donat certa variabilitat regional.
N'hi ha censades unes 70.000 si bé el llibre genealògic tan sols n'inclou una desena part.
El 1987 es va formar l'Associació Nacional de Criadors d'Ovins de Raça Ripollesa. El 1991 es publicà l'estàndard oficial de la raça. El 1997, el ministeri de ramaderia va reconèixer l'ovella com a raça.

## Característiques
- Cap allargat
- Mamelles grosses i amb freqüència pigmentades.
- Tots dos sexes poden tenir banyes però les dels mascles són més desenvolupades amb dues voltes i puntes cap a fora.
- Orelles lleugerament caigudes.
- Capa i velló de color blanc.
- Llana fina.
- La llana de naixement pot ser peluda o rinxolada.
- Nas pigmentat.